# 5053 Хладні
5053 Хладні (5053 Chladni) — астероїд головного поясу, відкритий 22 березня 1985 року.
Тіссеранів параметр щодо Юпітера — 3,481.